# Kunsthalle de Mayence

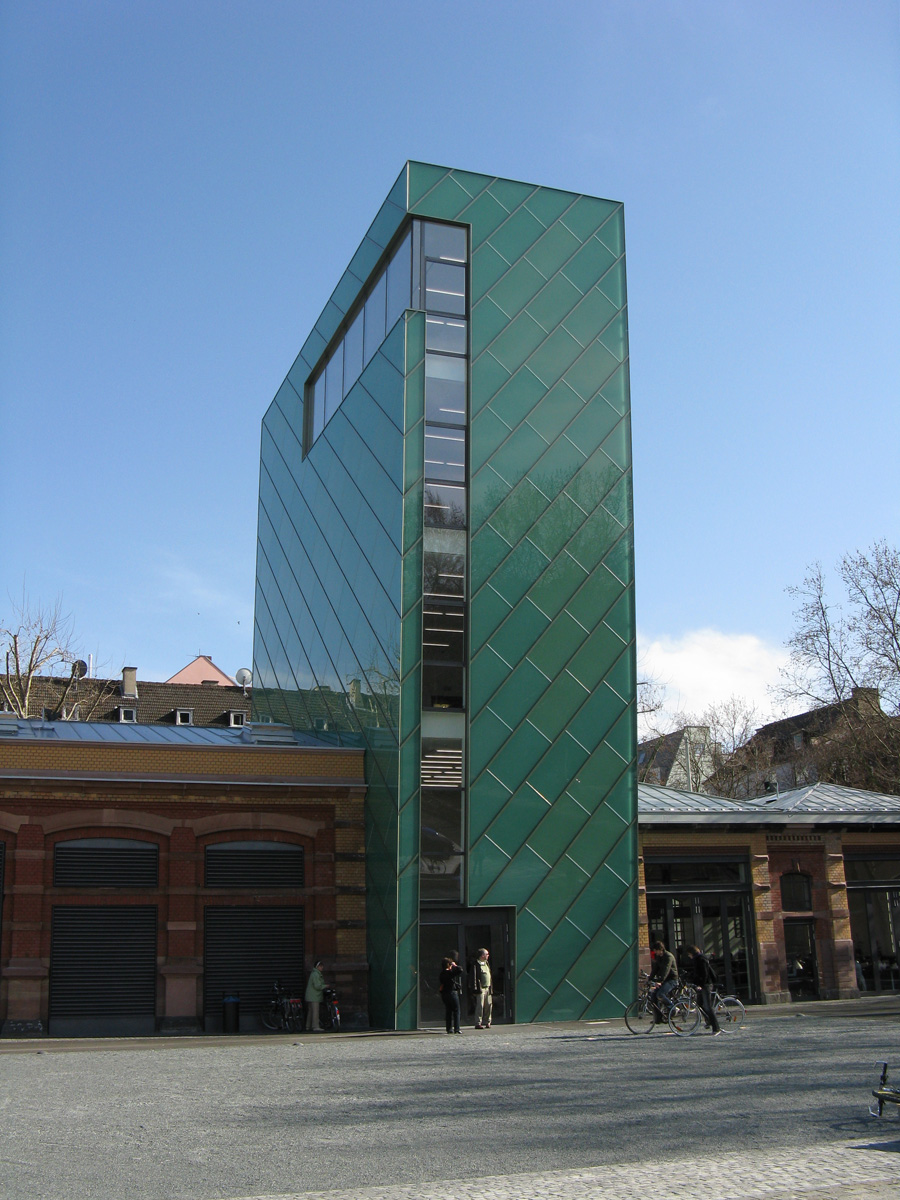
Bâtiments du port fluvial de Mayence construit en 1887, aujourd'hui converti en centre culturel.

La Kunsthalle de Mayence est une galerie artistique située dans l'ancien Port douanier et fluvial de Mayence, Mayence, en Allemagne. 

## Histoire
La Stiftung Kunsthalle (en français fondation musée d'art) est une fondation allemande à vocation culturelle et éducative, fondée en 2007, basée à Mayence (Rhénanie-Palatinat). Elle œuvre pour la promotion de L'art contemporain. Elle est financée pour l’essentiel par Stadtwerke Mainz AG et des partenaires dans le cadre de projets. Elle reçoit aussi des contributions des membres du Conseil d’administration et des dons de particuliers.